# インド・オープン (バドミントン)
インド・オープン （India Open）はインドで毎年開催されているバドミントンの国際大会。2010年までの大会のグレードはグランプリゴールドであったが、2011年にBWFスーパーシリーズの大会の一つに昇格した。
2012年現在、4月にニューデリーで行われており、大会名は冠スポンサー名がついて「Yonex Sunrise India Open Super Series」とも呼ばれる。

## 優勝選手
| 年   | 男子シングルス               | 女子シングルス                       | 男子ダブルス                                                        | 女子ダブルス                                      | 混合ダブルス                                                  |
| ---- | ---------------------------- | ------------------------------------ | ------------------------------------------------------------------- | ------------------------------------------------- | ------------------------------------------------------------- |
| 2025 | ビクター・アクセルセン       | 安洗塋                               | ゴー・ジーフェイ ヌル・イズディン                                   | 五十嵐有紗 櫻本絢子                               | 蒋振邦 魏雅欣                                                 |
| 2024 | 石宇奇                       | 戴資穎                               | 姜敏赫 徐承宰                                                       | 松本麻佑 永原和可那                               | デチャポル・プアヴァラヌクロー サプシリー・タエラッタナチャイ |
| 2023 | クンラブット・ビチットサーン | 安洗塋                               | 梁偉鏗 王昶                                                         | 志田千陽 松山奈未                                 | 渡辺勇大 東野有紗                                             |
| 2022 | ラクシャ・セン               | ブサナン・オングブンルングパン       | サトウィクサイラジ・ランキレッディ チラグ・シェッティ               | ベンヤパ・エイムサード ヌンタカーン・エイムサード | ヒー・ヨンカイテリー タン・ウェイハン                         |
| 2021 | 中止                         | 中止                                 | 中止                                                                | 中止                                              | 中止                                                          |
| 2020 | 中止                         | 中止                                 | 中止                                                                | 中止                                              | 中止                                                          |
| 2019 | ビクトル・アクセルセン       | ラチャノック・インタノン             | 李洋 王齊麟                                                         | グレイシア・ポリー アプリヤニ・ラハユ             | 王懿律 黄東萍                                                 |
| 2018 | 石宇奇                       | ツァン・ベイウェン                   | マルクス・フェルナルディ・ギデオン ケビン・サンジャヤ・スカムルジョ | グレイシア・ポリー アプリヤニ・ラハユ             | マシアス・クリスチャンセン クリスティナ・ペデルセン           |
| 2017 | ビクター・アクセルセン       | P.V.シンドゥ                         | マルクス・フェルナルディ・ギデオン ケビン・サンジャヤ・スカムルジョ | 田中志穂 米元小春                                 | 魯愷 黄雅瓊                                                   |
| 2016 | 桃田賢斗                     | ラチャノック・インタノン             | マルクス・フェルナルディ・ギデオン ケビン・サンジャヤ・スカムルジョ | 髙橋礼華 松友美佐紀                               | 魯愷 黄雅瓊                                                   |
| 2015 | スリカンス・キダンビ         | サイナ・ネワール                     | 柴颷 洪煒                                                           | 髙橋礼華 松友美佐紀                               | 劉成 包宜鑫                                                   |
| 2014 | リー・チョンウェイ           | 王適嫻                               | マシアス・ボー カーステン・モーゲンセン                             | 唐淵渟 于洋                                       | ヨアシム・フィッシャー・ニールセン クリスティナ・ペデルセン   |
| 2013 | リー・チョンウェイ           | ラチャノック・インタノン             | 劉小竜 邱子瀚                                                       | 末綱聡子 前田美順                                 | タトウィ・アーマド リリヤナ・ナトシール                       |
| 2012 | 孫完虎                       | 李雪芮                               | ボディン・イサラ マニーボン・ジョンジット                           | 鄭景銀 金荷娜                                     | タトウィ・アーマド リリヤナ・ナトシール                       |
| 2011 | リー・チョンウェイ           | ポーンティップ・ブラナプラサットスク | 平田典靖 橋本博且                                                   | 末綱聡子 前田美順                                 | タトウィ・アーマド リリヤナ・ナトシール                       |
| 2010 | アラムシャ・ユヌス           | サイナ・ネワール                     | ファイルズズアン・タザリ ザクリー・ラティフ                         | 姚蕾 シンタ・ムリ・サリ                           | ヴァリヤヴィーティル・ディジュ ジュエラ・グッタ               |
| 2009 | タウフィック・ヒダヤット     | ピ・ホンヤン                         | チューン・タンフック リー・ワンワー                                 | 馬晋 王暁理                                       | フランディ・リンペレ ヴィタ・マリッサ                         |
| 2008 | ブーンサック・ポンサナ       | 周蜜                                 | 郭振東 謝中博                                                       | 簡毓瑾 程文欣                                     | 何漢斌 于洋                                                   |